# Denilson Costa
Denilson Costa (São João de Meriti, 10 giugno 1968) è un ex calciatore brasiliano naturalizzato honduregno, di ruolo attaccante.
Vanta 150 gol nella massima serie dell'Honduras, che lo rendono il secondo miglior marcatore di sempre del campionato dietro a Wilmer Velásquez (196).